# Ceratina crassiceps
Ceratina crassiceps är en biart som beskrevs av Heinrich Friese 1925. Ceratina crassiceps ingår i släktet märgbin, och familjen långtungebin. Inga underarter finns listade i Catalogue of Life.